# Jared Diamond
Jared Mason Diamond (* 10. září 1937 Boston) je americký vědec, a spisovatel a profesor geografie a fyziologie na Kalifornské univerzitě v Los Angeles (UCLA). Záběr jeho práce a výzkumu je široký. Na Nové Guineji působil jako ornitolog, zabývá se ekologií a evoluční biologií. S ohledem na různá vědecká témata, jimž se věnuje, je označován jako polyhistor.
Je držitelem Pulitzerovy ceny za literaturu faktu.
Některé jeho knihy se staly mezinárodními bestsellery. Patří k nim například „Třetí šimpanz", „Osudy lidských společností" nebo „Kolaps".
Je ženatý a otcem dvou synů.

## Život a kariéra
Jared Diamond se narodil v Bostonu do židovské rodiny. Jeho otec byl fyzik a matka učitelka, hudebnice a lingvistka. V roce 1958 získal titul A.B. (Bachelor of Arts) na Harvard College a v roce 1961 Ph.D. ve fyziologii na Cambridgeské univerzitě. V roce 1968 se stal profesorem na lékařské fakultě UCLA.
Po studiích si také vytvořil paralelní zaměstnání jako ornitolog Nové Guiney. Někdy v devadesátých letech se začal věnovat ještě dějinám životního prostředí a stal se profesorem geografie na UCLA, kde pracuje dodnes. V roce 1999 získal National Medal of Science.

## Kniha „Svět, který skončil včera“
Kniha „Svět, který skončil včera: Co se můžeme naučit od tradičních společností“ (v originále The World Until Yesterday: What Can We Learn from Traditional Societies) patří k novějším Diamondovým publikacím. Vyšla v roce 2012, v českém překladu pak v roce 2014 v nakladatelství Jan Melvil Publishing.
Autor v knize připomíná, že moderní člověk žije na Zemi asi 60 tisíc let. Zemědělci jsem se stali před 11 tisíci roky, státní zřízení využíváme 5 tisíc let. Z pohledu evoluce tak byl každodenní život po většinu lidské historie odlišný. Svá tvrzení Diamond opírá o poznání ze svých cest do odlehlých oblastí, kde se setkával s kmeny žijícími tradičním způsobem (například amazonští indiáni, domorodé kmeny na Nové Guineje nebo Kungové v poušti Kalahari).
Vypozoroval, že se změnilo například to, jak lidé nyní řeší spory, vychovávají děti, pečují o staré nebo praktikují víru. Ptá se, zda jsou to změny k lepšímu. Typickou oblastí je strava a stravovací návyky. „Stačí do svého života začlenit tři příjemné návyky: pravidelně cvičit, pomalu jíst a povídat si při jídle s přáteli (namísto zhltnutí jídla o samotě) a konečně vybírat zdravé potraviny, jako je čerstvé ovoce a zelenina, netučné maso, ryby, ořechy a obilniny, a vyhýbat se potravinám, které mají vysoký obsah soli, trans-nenasycených tuků a jednoduchých cukrů," uvádí v knize.
Konstatuje, že například Kungové v poušti Kalahari ukazují, že z hlediska evoluce to bylo teprve „včera“, kdy se vše změnilo a že naše těla jsou pořád ještě adaptována na podmínky tradičního způsobu života.
Na závěr knihy Diamond shrnuje výhody života obou světů: moderního i tradičního a přináší námět, jak tyto poznatky v praxi využít.

## Vybrané publikace
- Třetí šimpanz : vzestup a pád lidského rodu, 2004, Paseka, ISBN 80-7185-533-2 (The Third Chimpanzee: The Evolution and Future of the Human Animal, 1992)
- Proč máme rádi sex? : evoluce lidské sexuality, 2003, Academia, ISBN 80-200-1072-6 (Why is Sex Fun? The Evolution of Human Sexuality, 1997)
- Osudy lidských společností : střelné zbraně, choroboplodné zárodky a ocel v historii, 2000, Columbus, ISBN 80-7249-047-8 (Guns, Germs, and Steel: The Fates of Human Societies, 1997)
- Kolaps : proč společnosti zanikají a přežívají, 2008, Academia, ISBN 978-80-200-1589-1 (Collapse: How Societies Choose to Fail or Succeed, 2005)
- Natural Experiments of History, 2010 (s Jamesem A. Robinsonem)
- Svět, který skončil včera, 2014, Jan Melvil Publishing, ISBN 978-80-200-1589-1 (The World until Yesterday: What Can We Learn from Traditional Societies?, 2012)
- The Third Chimpanzee for Young People: The Evolution and Future of the Human Animal, 2015
- Rozvrat: Jak se národy vyrovnávají s krizemi, 2020, Jan Melvil Publishing, ISBN 978-80-7555-094-1

### Přednášky
- (anglicky) O pádech civilizací Archivováno 26. 10. 2010 na Wayback Machine. na TEDu, 2003 (české titulky)
- (anglicky) Collapse: How Societies Choose to Fail or Succeed
- (anglicky) The Evolution of Religions